# BitTorrent

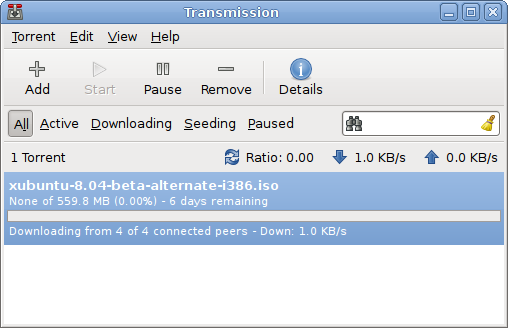
De BitTorrentclient Transmission in actie

BitTorrent (van het Engels torrent, dat in het Nederlands stortvloed betekent) is een systeem om peer-to-peer gegevens uit te wisselen. BitTorrent maakt gebruik van een centrale locatie (de tracker) die de downloads coördineert maar zelf geen bestanden levert.
Het downloaden gebeurt decentraal en bestaat uit het uitwisselen van stukken van bestanden tussen alle gebruikers die op dat moment meedoen aan het up- en downloaden. Zo'n gecoördineerde groep wordt een swarm genoemd. Tevens is BitTorrent de naam van het computerprogramma van Bram Cohen, degene die het BitTorrentprotocol in 2001 heeft ontworpen.

## Tracker
Het centrale distributiepunt die de downloads coördineert wordt tracker genoemd. Men wordt met de tracker verbonden zodra een torrentbestand wordt geopend door een BitTorrentclient. In dit torrentbestand staan de kenmerken van de torrent, zoals de locatie van de tracker en de omvang van het bestand of de bestanden die in de torrent worden uitgewisseld. De tracker houdt bij welke gebruikers het bestand al hebben binnengehaald of nog bezig zijn met het downloaden. Diegenen die het hele bestand al hebben en alleen nog maar uploaden, worden seeders genoemd; zij die nog bezig zijn met het downloaden van het bestand heten leechers.

### Privétracker of publieke tracker
Er is een verschil tussen privétrackers en publieke trackers. Bij privétrackers hebben alleen mensen met een gebruikersaccount toegang tot de torrents. Als voordelen van zulke privétrackers noemt men ten eerste dat er geen spam of virussen worden aangeboden, en ten tweede dat het downloaden veel sneller zal gaan. De snelheid zal hoger zijn omdat men verplicht is om een bepaald percentage van wat er gedownload wordt ook te uploaden. Hoe meer men uploadt in verhouding tot wat men downloadt, hoe hoger de ratio is. Als de ratio te laag is wordt men vaak verwijderd als gebruiker. Het wordt echter wel lastig gevonden om lid te worden van een gemeenschap rondom zo'n privétracker en het werven wordt ook alleen op uitnodiging gedaan.

## Werking
Als een gebruiker begint met het downloaden van een bestand begint hij vrijwel meteen óók de stukjes die hij al heeft gedownload te uploaden naar andere downloaders. Op dit moment is de gebruiker een "peer" in het netwerk. De tracker zorgt ervoor dat de gebruiker in contact komt met andere peers. Recentere versies van de verschillende BitTorrentclients ondersteunen ook Peer Exchange. Hierbij verbindt een verbonden peer de gebruiker met andere peers. Omdat iedereen tegelijkertijd downloadt en uploadt is de snelheid niet beperkt tot de uploadsnelheid van een enkele aanbieder, maar kan in het optimale geval de som zijn van de uploadsnelheden van alle actieve aanbieders. Bij veel clients kan echter wel het aantal downloaders en de maximale uploadsnelheid worden ingesteld om te voorkomen dat de torrent een te groot deel van de capaciteit van de verbinding gebruikt.
Op de harde schijf van de downloader wordt door bepaalde "clients", computerprogramma's die het peer-to-peer delen van files mogelijk maken via het BitTorrentprotocol, direct plaats gemaakt voor het volledige bestand. Van dit bestand worden gaandeweg de nog ontbrekende stukjes ingevuld. Het bestand wordt hierbij verdeeld in blokken variërend van 128 kilobytes tot 4 megabytes. Zodra de gebruiker het hele bestand gedownload heeft, wordt men zelf ook seeder of "seed". Het wordt over het algemeen op prijs gesteld dat de gebruiker dan niet meteen de torrent afsluit of verwijdert, maar nog een tijdje blijft seeden. Een veelgebruikte vuistregel voor het seeden is dat de gebruiker minstens zoveel data seedt als hij zelf heeft binnengehaald (de upload/downloadratio voor de torrent is dan 1:1 of hoger). Is deze ratio te laag, doordat de gebruiker veel meer downloadt dan hij zelf uploadt, noemt men hem een "leecher". Deze personen hebben een negatieve invloed op de torrent doordat ze profiteren van andermans bandbreedte zonder iets terug te leveren. Bij de meeste clients kan worden ingesteld of de torrent na het uploaden van een bepaalde hoeveelheid automatisch verlaten moet worden.

## Toepassingen
BitTorrent is met name geschikt voor het verspreiden van grote bestanden of verzamelingen van bestanden waar in korte tijd grote vraag naar bestaat, zoals versies van Linuxdistributies (legaal), rips van nieuwe dvd's of films (meestal illegaal). Door de grote bestanden en de grote vraag zou een enkele server de downloadsnelheid ernstig kunnen beperken. Een probleem kan wel zijn dat een torrent "uitsterft". Als alle "seeders" de torrent verlaten en de resterende stukken bij de "leechers" tezamen niet compleet zijn, kan niemand het hele bestand meer downloaden.
BitTorrent is minder geschikt voor relatief kleine bestanden van maar enkele megabytes, zoals losse mp3's. De mogelijke winst in snelheid gaat hier verloren door de extra coördinatie die nodig is en doordat het bestand al binnen is voordat de torrent goed op gang is gekomen. Ook voor bestanden waar weinig vraag naar is, is BitTorrent niet erg geschikt. Een kleine hoeveelheid peers en seeders betekent doorgaans een lage downloadsnelheid, en torrents kunnen uitsterven als er geen aanbieders meer zijn van de bestanden.

## Torrentwebsites
Er bestaan vele websites waar men torrentbestanden kan zoeken en/of downloaden. Er bestaan sites die enkel zoeken op andere BitTorrentsites en er bestaan websites waar torrentbestanden kunnen worden geüpload. De inhoud van de torrentbestanden staat hier echter los van en wordt vaak door bepaalde anonieme release groups samengesteld. Eind 2008 waren internationaal gezien de grootste drie: The Pirate Bay, Mininova en isoHunt.
Omdat via BitTorrent veel auteursrechtelijk beschermd materiaal wordt verspreid, richten organisaties die piraterij bestrijden hun energie op het offline halen van zulke websites. Ook al bieden de meeste BitTorrentwebsites auteursrechtelijk beschermd materiaal bieden, er zijn ook websites die dat niet doen. Zo wordt ook materiaal via BitTorrent verspreid vanaf de website van de maker, zoals Linuxdistributies dat doen.
Daarnaast bestaan er vele websites die zich gespecialiseerd hebben in een bepaald thema. Tevens bestaan er diensten die via bijvoorbeeld RSS meerdere BitTorrentsites in de gaten houden.

## Bestrijding via ingrepen rechter
Een van de eerste websites die offline werd gehaald nadat er gerechtelijke waarschuwingen waren ontvangen, was Suprnova.org. Suprnova.org was tot het offline werd gehaald een van de meest gebruikte websites om torrentbestanden vanaf te downloaden. Vele duizenden torrentbestanden waren te downloaden via de tracker van deze website. Op 19 december 2004 stopte Suprnova.org en later werd duidelijk dat dit kwam doordat noch Sloncek, de eigenaar van Suprnova.org, noch andere medewerkers van de website, zin hadden om te vechten tegen de gerechtelijke waarschuwingen die ze hadden ontvangen. In oktober 2005 ging Suprnova.org weer van start onder de naam "Newnova.org", maar in 2006 ging deze website alweer offline. In de zomer van 2007 raakte bekend dat het Suprnova.org domein door Sloncek aan The Pirate Bay was geschonken. Op 20 augustus 2007 kwam de nieuwe Suprnova terug online onder het beheer van de admins van The Pirate Bay.
Suprnova.org was echter niet de enige in zijn soort en sindsdien zijn er vele nieuwe BitTorrentwebsites en eromheen bestaande gemeenschappen ontstaan of zijn bestaande BitTorrentwebsites populairder geworden. Het Zweedse Pirate Bay werd op 31 mei 2006 offline gehaald na een inval van de Zweedse politie. Na vele protesten en steunbetuigingen kwam de website snel weer online vanaf servers in Nederland en op 9 juni was de site weer volledig operationeel. Steeds meer servers worden naar landen verplaatst waar het downloaden via BitTorrent niet wordt gereguleerd.
In juni was Demonoid een paar dagen niet beschikbaar vanwege het verhuizen van de servers naar Canada. Leaseweb bezweek onder druk van de Nederlandse controle-organisatie BREIN, zodat het in Nederland niet meer mogelijk was om online te blijven.
Vanaf 25 september 2007 was Demonoid ook weer 5 dagen offline. Het officiële bericht meldde dat de CRIA (vergelijkbaar met het Nederlandse BREIN) via een rechter een brief had gestuurd. Daarin stond dat ze tot actie overgingen als Demonoid het Canadese verkeer niet blokkeerde. Vanaf 9 november 2007 had Demonoid opnieuw te maken met de CRIA. CRIA had het bedrijf waar Demonoid zijn servers huurde gedreigd met sancties, waardoor Demonoid weer offline ging. De tracker was in die periode volgens het IRC-kanaal van Demonoid wel af en toe online. In april 2008 kwam Demonoid weer online.
In april 2010 werd internetprovider Ziggo in Nederland verzocht door antipiracyorganisatie BREIN om The Pirate Bay ontoegankelijk te maken voor de klanten van Ziggo. Ziggo weigerde aan dit verzoek te voldoen.
Later in juni 2010 voegde Xs4all zich bij Ziggo in de rechtszaak tegen BREIN.
Op 24 mei 2012 werd The Pirate Bay toch geblokkeerd door Tele2, Ziggo, UPC en Xs4all door een gerechtelijk bevel, de uitkomst van de rechtszaak met Stichting Brein. De site is echter gewoon te bereiken met behulp van proxyservers.
Het Haagse gerechtshof heeft op 28 januari 2013 in hoger beroep de blokkade van The Pirate Bay ongedaan gemaakt. Dit geldt alleen voor Xs4all en Ziggo, omdat deze twee providers het hoger beroep hadden aangespannen. Na de uitspraak hebben Xs4all en Ziggo de doorgifte van The Pirate Bay hervat. Andere providers hebben ook hoger beroep aangetekend, maar het gerechtshof heeft dat nog niet behandeld. Die providers handhaven de blokkade totdat het hof in die zaak uitspraak heeft gedaan.
De Pirate Bay was in Nederland weer te gebruiken na de rechterlijke uitspraak in de rechtszaak die was aangespannen door een aantal Nederlandse providers tegen stichting BREIN. Na een uitspraak van de voorzieningenrechter op 22 september 2017 is de blokkade echter weer actief bij de providers XS4ALL en Ziggo. Op 12 januari 2018 voegde de rechtbank Midden-Nederland daar met een voorlopige blokkering vijf providers aan toe, te weten: KPN, T-Mobile Nederland, Tele2, ZeelandNet en CAIW.
Op 1 april 2022 besloot de rechter in een zaak die door de stichting Brein was aangespannen dat Nederlandse internetproviders per direct zes illegale downloadwebsites moesten blokkeren
Het gaat om de BitTorrentsites Eztv, Kickasstorrents, Yts, LimeTorrents, 1337x en Rarbg. Na de blokkade van The Pirate Bay daalde het aantal bezoeken aan deze site volgens Brein met 95 procent.